# 사운드 오브 뮤직 - 음악의 탄생
《사운드 오브 뮤직 - 음악의 탄생》은 SBS TV에서 방송되는 텔레비전 프로그램이다. 2부작 파일럿을 편성했으나, 이후 정규 편성의 불발되었다.

## 방송 개요
대자연의 소리를 채집, 음악으로 승화시켜 세상 단 하나뿐인 노래를 만드는 프로그램이다.

## 방송 시간
| 방송 채널 | 방송 기간                          | 방송 시간                    | 비고           |
| SBS TV    |                                    |                              |                |
| --------- | ---------------------------------- | ---------------------------- | -------------- |
| SBS TV    | 2019년 10월 6일 ~ 2019년 10월 13일 | 매주 일요일 밤 11:05 ~ 12:05 | 파일럿 (2부작) |

## 출연자
- 정은지
- 선우정아
- 유승우
- 유재환
- 디폴

## 촬영 장소
- 바누아투

## 시청률

### 2019년
| 회차 | 방송일    | AGB 시청률     |
| 회차 | 방송일    | 대한민국(전국) |
| ---- | --------- | -------------- |
| 1    | 10월 6일  | %              |
| 2    | 10월 13일 | %              |